# Two Point Hospital
Two Point Hospital è un videogioco gestionale sviluppato dalla Two Point Studios e pubblicato da SEGA. È stato pubblicato il 30 agosto 2018 per i sistemi operativi Linux, MacOS, Microsoft Windows. Sviluppato come il successore spirituale del precedente videogioco della Bullfrog Productions del 1997 Theme Hospital, in Two Point Hospital il giocatore si trova a creare e gestire un ospedale privato con l'obiettivo di curare i pazienti affetti da buffe e fittizie malattie. Il gioco è disegnato e sviluppato da alcuni dei creatori di Theme Hospital tra cui Mark Webley e Gary Carr.

## Descrizione di alcuni reparti del gioco

### Stanza dello staff
Questo reparto è riservato solamente ai membri dello staff. Questa stanza servirà ai dipendenti dell'ospedale per prendersi una pausa dal lavoro e recuperare le forze, svagarsi un po', riposarsi, dissetarsi e fare rifornimento di cibo. Tutto questo perché dopo tante ore di lavoro i dipendenti si stancheranno e avranno bisogno di un luogo fatto a posta per loro per svolgere tutte le funzioni descritte precedentemente.
Più una stanza dello staff sarà confortevole più la felicità dei dipendenti aumenterà.

### Psichiatria
Il reparto di psichiatria servirà al giocatore per curare i pazienti con malattie mentali presenti nel gioco. Una tra queste sarà la "rapsodite" ispirata molto probabilmente ai cantanti rock i Queen: per questo troverete pazienti travestiti da Freddie Mercury. 
Questo reparto avrà bisogno di un medico con specializzazione in psichiatria per poter funzionare.